# Immeubles 860 et 880 Lake Shore Drive
Les immeubles 860 et 880 Lake Shore Drive sont deux tours d'appartements en acier et en verre situées sur la portion nord de Lake Shore Drive, autoroute longeant la rive du lac Michigan, dans le secteur de Near North Side à Chicago, dans l'État de l'Illinois, aux États-Unis. Le 10 juin 1996, les bâtiments ont été inscrits sur la liste des Chicago Landmarks (« protection du patrimoine culturel et historique de Chicago ») par les membres de la Commission on Chicago Landmarks de la ville de Chicago avec l'approbation du conseil municipal de Chicago.

## Description
Ces tours de 26 étages et 82 m de haut, construites de 1949 à 1951 par l'architecte de renom Ludwig Mies van der Rohe furent surnommées « les immeubles de verre » ("glass house" apartments en anglais). À l'origine, le financement connut quelques difficultés et fut refusé par des investisseurs comme Baird & Warner qui trouvèrent le projet trop radical.
Bien qu'elles ne fissent pas l'unanimité à l'époque de leur construction, ces tours, emblématiques du style international ont par la suite été beaucoup copiées et ont depuis acquis valeur de modèle. Leur verticalité, la stricte orthogonalité de leur ossature en acier, leurs murs-rideau (la marque de fabrique de l'architecte) et l'absence totale d'ornementation incarnent une certaine idée de la modernité. L'approche de Mies van der Rohe était minimaliste. Son slogan était « moins, c'est plus » (ou « moins, c'est mieux » - less is more en anglais) et lui-même qualifiait son architecture de « peau sur des os » (skin and bones architecture en anglais).

## Rénovations
En 2007, les architectes Krueck & Sexton de Chicago, en collaboration avec les architectes du patrimoine Harboe Architects et le bureau d'étude structurelle Wiss Janney Elsterx, ont été retenus pour rénover les tours et identifier les interventions prioritaires. La précédente rénovation avait manqué de fidélité historique et l'équipe a été chargée de rétablir le principe d'éclairement des halls avec les verres translucides d'origine, de remettre en état l'esplanade, de remplacer certaines dalles calcaires et de repeindre la structure en noir.

## Mentions

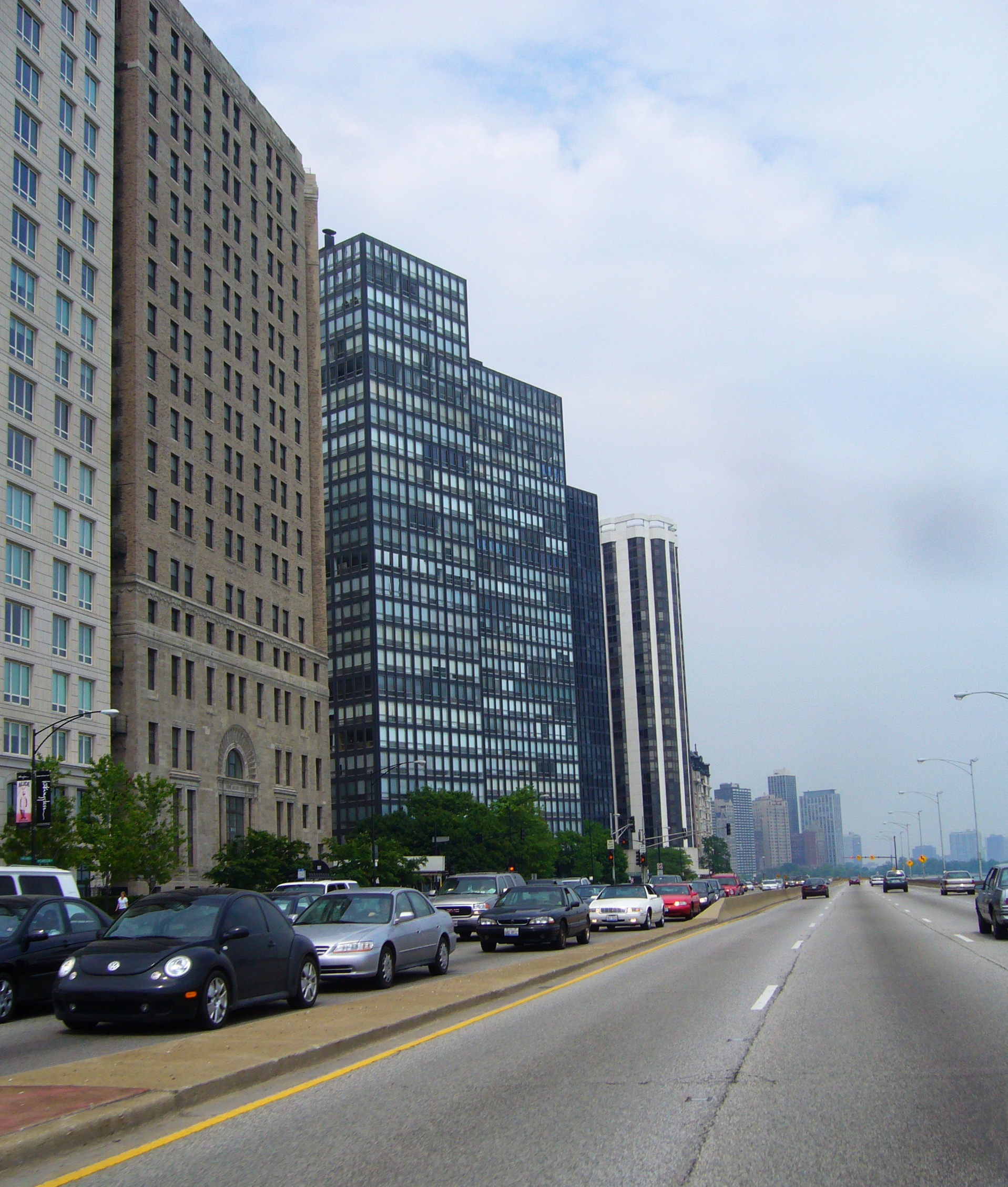
Vue depuis le sud de Lake Shore Drive

- Les tours, terminées en 1951, apparaissaient en 1957 dans un article de Life Magazine consacré à Mies van der Rohe.
- Le bâtiment est le modèle de son œuvre ultérieure Westmount Square (1967)[1].
- Depuis 1980, elles figurent sur le Registre national des lieux historiques.
- En 1996, elles devinrent les premiers bâtiments construits par Mies van der Rohe distingués par le label « Chicago Landmark » (Site remarquable de Chicago).
- En juin 2005, elles comptaient parmi les 12 exemples de chefs-d'œuvre de l'architecture moderne à faire l'objet d'une édition de timbre commémoratif par le Service Postal des États-Unis.

## Données
- Les tours ont chacune 26 niveaux.
- Elles sont distantes l'une de l'autre de 14 m.
- L'ossature métallique repose sur une trame horizontale de 6,40 m.
- Le 860 et le 880 comportaient initialement et respectivement 90 appartements de 3 chambres et 158 appartements d'une chambre. Certains ont été jumelés et recombinés afin d'agrandir les séjours.
- La hauteur sous plafond est de 2,4 m